# Војин Николић
Војин Војо Николић (Милочани, код Никшића, 16. новембар 1914 — Београд, 22. октобар 1999), учесник Народноослободилачке борбе, генерал-пуковник ЈНА, друштвено-политички радник СФР Југославије и народни херој Југославије.

## Биографија
Рођен је 16. новембра 1914. године у селу Милочани, код Никшића. Његов отац Никола био је официр Војске Краљевине Црне Горе и у току Првог светског рата је био интерниран. Након повратка из заробљеништва, као федералиста, није одобравао начин на који је била нова држава Краљевина Срба, Хрвата и Словенаца, па није прихватио службу официра у Југословенској војсци. Због својих политичких ставова је касније био осуђен на три године затвора.
Војин је основну школу завршио у родном селу, а гимназију у Никшићу. Пошто је потицао из породице која је била опозиционо оријентисана, као ученик гимназије се прикључио револуционарном омладинском покрету. Учествовао је у демонстрацијама и протестима, који су били организовани против власти, а преко лета у време распуста је у свом селу политички радио са омладином.
Након матуре, септембра 1933. године уписао се на Технички факултет у Београду. Исте године је био примљен у чланство тада улегалне Комунистичке партије Југославије (КПЈ) и одмах потом изабран за секретара једне скојевске ћелије и изабран у Комитет КПЈ који је деловао на Техничком факултету. Војо је на Београдски универзитет дошао у време обнове револуционарног студенстског покрета, који је током Шестојануарске диктатуре претрпео многе тешкоће, хапшењем и прогањањем његових активиста, па је био кадровски десеткован. Војо се веома брзо истакао својим партијским радом и окупљањем студената, па је наредне 1934. године био изабран за секретара Комитета КПЈ на Техничком факултету и за члана Универзитетеског комитета КПЈ.
Априла 1935. године, у великој провали београдске полиције у организацију КПЈ на Универзитету, био је ухапшен. Након шест месеци проведених у истражном затвору на Ади Циганлији био је изведен пред Државни суд за заштиту државе, али је услед недостатка доказа био ухапшен.
Био је члан првог Акционог одбора студената Београдског универзитета и један од организатора априлског штрајка студената у борби за укидање концентрационог логора у Вишеграду. Априла 1936. године, због организовања студенстког штрајка, био је искључен с факултета на годину дана и протеран у родно место. Без обзира на изречену казну, он се убрзо вратио у Београд и наставио са револуционарним радом.
Након привремног распуштања организације СКОЈ, добио је задатак да на Техничком факултету формира нову партијску организацију. Када је извршио овај задатак, постао је члан Универзитетског комитета КПЈ и члан Покрајинске комисије СКОЈ-а за Србију. Половином 1937. године, после одласка секретара Универзитетског комитета, Ђоке Ковачевића у Шпанију, био је секретар овог Комитета. Почетком 1938. године био је инструктор МК КПЈ за Београд, а крајем године враћен је на партијски рад на Универзитету и изабран за секретара Универзитетског комитета КПЈ.
Почетком 1939. године поново је прешао на дужност у Месни комитет КПЈ за Београда и радио као партијски инструктор овог Комитета на подручју Карабурме и у организацијама и предузећима ваздухопловне индустрије „Икарус“, „Беометал“, као и текстилне индустрије. Учествовао је у организовању и руковођењу штрајком текстилних радника на Карабурми, радника Електричне централе у Београду и штрајку аеронаутичара. У време штрајка аеронаутичара био је проваљен као један од организатора и руководилаца штрајка, па је ухапшен. Полиција је тада натерала неколико ухапшених штрајкача да Воју прокажу као главног организатора штрајка. Упркос мучењима и тортури у београдској „Главњачи“, иследници од њега нису могли да изнуде било какво признање. Након истраге, био је упућен у концентрациони логор у Белећи. Док је чекао да буде спроведен у Билећу, овај логор је у међувремену био распуштен, па је Војо протеран у родно место.
Убрзо се вратио у Београд и био изабран за секретара Универзитетског комитета и члана Месног и Окружног комитета КПЈ за Београд. Поред истакнутих партијских функција и рада на организовању штрајкова, био је председник Студентског одбора за одбрану земље на Београдском универзитету и студентски представник у Радничком одбору омладинских организација. Почетак Априлског рата, 1941. године затекао га је у Београду. С групом црногорских студената-комуниста отишао је у Црну Гору, где су се пријавили као добровољци у Југословенску војску. Били су упућени на Албански фронт, али је уследила брза капитулација.
Након окупације Југославије, вратио се у Београд, а одатле је по партијском задатку био упућен на рад у Ниш. Пошто је био проваљен, преко Прокупља и Косова је прешао у Црну Гору. Овде се ставио на располагање Покрајинском комитету КПЈ за Црну Гору и Боку, који га је 9. јула 1941. године, упутио као делегата у западну Боку которску. Упоредо је деловао и као инструктор Окружног комитета КПЈ за Никшић. Од тада до маја 1943. године био је један од организатора и руководилаца борбе у никшићком округу. Члан ОК КПЈ за Никшић постао је октобра 1941. године. Био је заменик политичког комесара Никшићког партизанског одреда, од априла до јуна 1942. године. Након снажне окупаторско-квислиншке офанзиве, опадања устанка и тешких борби, после којих су се партизанске јединице повукле у Босну. Готово годину дана је радио као партијски радник у позадини.
Маја 1943. године је био именован за политичког комесара Четврте пролетерске црногорске ударне бригаде. Убрзо потом, отпочела је Пета непријатељска офанзива, током које је бригада водила тешке борбе на сектору Колашина, река Пиве и Сутјеске, као и у пробојима на Зеленгори и комуникацији Фоча–Калиновик, а у легенду је ушао подвиг њених бораца за време битке на Љубином гробу. Потом је бригада водила тешке борбе у источној Босни, Санџаку и Црној Гори у лето и јесен 1943. године. Два пута је продирала у Србију, и тамо водила жестоке борбе. У пролеће 1944. године био је именован за начелника Персоналног одељења Другог ударног корпуса, а од октобра 1944. до краја марта 1945. године био је на дужности политичког комесара овг корпуса. Са њим је учествовао у завршним операцијама за ослобођење Црне Горе, Санџака и Херцеговине, и учествовао у Мостарској и Сарајевској операцији.
Априла 1945. године био је именован за помоћника начелника Политичке управе Југословенске армије (ЈА). Исте године када је формирано прво Опуномоћство ЦК КПЈ за ЈА, био је именован за његовог секретара. Вршио је и друге истакнуте функције – политичког комесара Војне области, помоћника министра народне одбране, државног подсекретара у Државном секретеријату за народну одбрану. Демобилисан је 1959. године у чину генерал-пуковника ЈНА.
Након тога је био генерални директор Југословенских железница, од 1959. до 1963. године, а потом председник Одбора за народну одбрану Савезне скупштине. Дуго године је био члан Опуномоћства ЦК СКЈ за ЈНА, а био је и биран за члана Централног комитета Савеза комуниста Црне Горе. Био је и члан првог сазива Савета федерације.
Умро је 22. октобра 1999. године у Београду и сахрањен је у Алеји народних хероја на Новом гробљу.
Носилац је Партизанске споменице 1941. и других југословенских одликовања, међу којима су — Орден ратне заставе, Орден партизанске звезде првог реда, Орден заслуга за народ првог реда, Орден братства и јединства првог реда и др. Оредном народног хероја је одликован 10. јула 1952. године.